# Superligaen 2012-2013
La Superligaen 2012-2013 è stata la 100ª edizione della massima serie del campionato di calcio danese e 23ª come Superligaen, disputata tra il 13 luglio 2012 e il 20 maggio 2013 e conclusa con la vittoria del FC København, al suo undicesimo titolo.

## Stagione

### Novità
Al termine della stagione 2011-2012, sono retrocesse Lyngby e HB Køge. Al loro posto sono state promosse dalla 1. Division Esbjerg e Randers.

### Formula
Le 12 squadre partecipanti si affrontano in gironi di andata-ritorno-andata, per un totale di 33 giornate.
Grazie alla finale tutta tedesca di Londra 2013 fra società già piazzate nel loro campionato, che ha lasciato vacante il posto dei campioni d'Europa, la squadra campione di Danimarca entrerà direttamente nei gironi della UEFA Champions League 2013-2014, mentre solo la seconda classificata si qualificherà per il terzo turno di qualificazione.

Le squadre classificate al terzo e al quarto posto si qualificheranno rispettivamente per il terzo e per il secondo turno di qualificazione della UEFA Europa League 2013-2014.

Le ultime due classificate retrocederanno direttamente in 1. Division.

## Squadre partecipanti
| Club         | Città      | Stadio                   | Posizione 2011-2012     |
| ------------ | ---------- | ------------------------ | ----------------------- |
| Aalborg      | Aalborg    | Energi Nord Arena        | 7º posto                |
| Aarhus       | Århus      | NRGi Park                | 5º posto                |
| Brøndby      | Brøndby    | Stadio Brøndby           | 9º posto                |
| Copenaghen   | Copenaghen | Parken Stadium           | 2º posto                |
| Esbjerg      | Esbjerg    | Blue Water Arena         | 1º posto in 1. Division |
| Horsens      | Horsens    | CASA Arena Horsens       | 4º posto                |
| Midtjylland  | Herning    | MCH Arena                | 3º posto                |
| Nordsjælland | Farum      | Farum Park               | Campione di Danimarca   |
| Odense       | Odense     | TRE-FOR Park             | 10º posto               |
| Randers      | Randers    | AutoC Park Randers       | 2º posto in 1. Division |
| Silkeborg    | Silkeborg  | Silkeborg Stadion        | 8º posto                |
| SønderjyskE  | Haderslev  | Haderslev Fodboldstadion | 6º posto                |

### Allenatori
| Squadra    | Allenatore           | In carica da    |
| ---------- | -------------------- | --------------- |
| Aalborg    | Kent Nielsen         | 11 ottobre 2010 |
| Aarhus     | Peter Sørensen       | 1º luglio 2010  |
| Brøndby    | Aurelijus Skarbalius | 24 ottobre 2011 |
| Copenaghen | Ariël Jacobs         | 22 giugno 2012  |
| Esbjerg    | Jess Thorup          | 14 marzo 2011   |
| Horsens    | Johnny Mølby         | 6 luglio 2009   |

| Squadra      | Allenatore        | In carica da   |
| ------------ | ----------------- | -------------- |
| Midtjylland  | Glen Riddersholm  | 15 aprile 2011 |
| Nordsjælland | Kasper Hjulmand   | 1º luglio 2011 |
| Odense       | Troels Bech       | 24 maggio 2012 |
| Randers      | Colin Todd        | 5 luglio 2012  |
| Silkeborg    | Keld Bordinggaard | 1º giugno 2012 |
| SønderjyskE  | Lars Søndergaard  | 1º luglio 2011 |

### Allenatori esonerati, dimessi e subentrati
| Squadra    | Allenatore/i uscente/i | Motivo              | Vacante dal    | Posizione    | Nuovo allenatore  | Data incarico  |
| ---------- | ---------------------- | ------------------- | -------------- | ------------ | ----------------- | -------------- |
| Odense     | Poul Hansen            | Fine dell'interim   | 24 maggio 2012 | Pre-stagione | Troels Bech       | 24 maggio 2012 |
| Silkeborg  | Troels Bech            | Assunto dall'Odense | 24 maggio 2012 | Pre-stagione | Keld Bordinggaard | 1º giugno 2012 |
| Copenaghen | Carsten V. Jensen      | Dimissioni          | 25 maggio 2012 | Pre-stagione | Ariël Jacobs      | 22 giugno 2012 |
| Randers    | Michael Hemmingsen     | Esonero             | 5 luglio 2012  | Pre-stagione | Colin Todd        | 5 luglio 2012  |

## Classifica
|                      | Pos. | Squadra      | Pt | G  | V  | N  | P  | GF | GS | DR  |
| -------------------- | ---- | ------------ | -- | -- | -- | -- | -- | -- | -- | --- |
| Danimarca (bandiera) | 1.   | Copenaghen   | 65 | 33 | 18 | 11 | 4  | 62 | 32 | +30 |
|                      | 2.   | Nordsjælland | 60 | 33 | 17 | 9  | 7  | 60 | 37 | +23 |
|                      | 3.   | Randers      | 52 | 33 | 15 | 7  | 11 | 36 | 42 | -6  |
|                      | 4.   | Esbjerg      | 47 | 33 | 13 | 8  | 12 | 38 | 32 | +6  |
|                      | 5.   | Aalborg      | 47 | 33 | 13 | 8  | 12 | 51 | 46 | +5  |
|                      | 6.   | Midtjylland  | 47 | 33 | 12 | 11 | 10 | 51 | 47 | +4  |
|                      | 7.   | Aarhus       | 41 | 33 | 11 | 8  | 14 | 50 | 49 | +1  |
|                      | 8.   | SønderjyskE  | 41 | 33 | 12 | 5  | 16 | 53 | 57 | -4  |
|                      | 9.   | Brøndby      | 39 | 33 | 9  | 12 | 12 | 39 | 45 | -6  |
|                      | 10.  | Odense       | 38 | 33 | 10 | 8  | 15 | 52 | 59 | -7  |
|                      | 11.  | Horsens      | 34 | 33 | 8  | 10 | 15 | 31 | 49 | -18 |
|                      | 12.  | Silkeborg    | 31 | 33 | 8  | 7  | 18 | 38 | 66 | -28 |

Legenda:

      Campione di Danimarca e qualificata alla UEFA Champions League 2013-2014

      Ammessa alla UEFA Champions League 2013-2014

      Ammesse alla UEFA Europa League 2013-2014

      Retrocessa in 1. Division 2013-2014

## Classifica marcatori
| Gol |  |  | Giocatore         | Squadra      |
| --- |  |  | ----------------- | ------------ |
| 18  |  |  | Andreas Cornelius | Copenaghen   |
| 16  |  |  | Nicklas Helenius  | Aalborg      |
| 15  |  |  | Simon Makienok    | Brøndby      |
| 14  |  |  | Aron Jóhannsson   | Aarhus       |
| 14  |  |  | Marvin Pourié     | Silkeborg    |
| 14  |  |  | Ronnie Schwartz   | Randers      |
| 13  |  |  | Lasse Vibe        | SønderjyskE  |
| 11  |  |  | Nicolai Jørgensen | Copenaghen   |
| 11  |  |  | César Santin      | Copenaghen   |
| 10  |  |  | Joshua John       | Nordsjælland |

## Verdetti
- Campione di Danimarca: Copenaghen
- In UEFA Champions League 2013-2014: Copenaghen, Nordsjælland
- In UEFA Europa League 2013-2014:  Randers, Aalborg, Esbjerg
- Retrocesse in 1. Division:  Silkeborg, Horsens